# Lithophyllon ranjithi
Lithophyllon ranjithi là một loài san hô trong họ Fungiidae. Loài này được Ditlev mô tả khoa học năm 2003.